# Lazy Sunday
"Lazy Sunday", ook wel incorrect "Lazy Sunday Afternoon" genoemd, is een liedje van de Britse rockgroep Small Faces. Steve Marriott zingt hier (met een opvallend Cockney-accent) over de ruzies die hij met zijn buren had en de zorgeloosheid van de zondagmiddag: "Lazy Sunday afternoon, I've got no mind to worry, I close my eyes and drift away-a". Het werd eerst op 5 april 1968 als single uitgebracht door Immediate Records (iets wat de band eigenlijk helemaal niet wilde) en verscheen in mei dat jaar tevens op hun derde en laatste studioalbum, getiteld Ogdens' Nut Gone Flake.

## Achtergrond
De single bereikte in thuisland het Verenigd Koninkrijk de 2e positie in de UK Singles Chart. Ook in Duitsland en Zwitserland werd de 2e positie bereikt en in Oostenrijk zelfs de nummer 1-positie.
In Nederland werd de plaat veel gedraaid op Radio Veronica en  Hilversum 3 en werd een nummer 1-hit in zowel de Nederlandse Top 40 op Radio Veronica als in de Parool Top 20 op de publieke popzender Hilversum 3.
In België bereikte de plaat de 6e positie in de Vlaamse Ultratop 50.
Op de B-kant van de single stond "Rollin' Over". Een heruitgave in 1976 met op de B-kant het nummer "(Tell Me) Have You Ever Seen Me", ter gelegenheid van de heroprichting van de band, bereikte de 39ste positie in de hitlijsten. Alle drie de nummers werden geschreven door Marriott en Ronnie Lane, die tevens de muzikale productie verzorgden.

## Musici
- Ronnie Lane - basgitaar, zang
- Kenney Jones - drums
- Ian McLagan - toetsen
- Steve Marriott - zang, gitaar
- Stan Unwin - spoken word op "Rollin' Over"

## Hitnoteringen

### Nederlandse Top 40
| Hitnotering: 04-05-1968 t/m 20-07-1968 | Hitnotering: 04-05-1968 t/m 20-07-1968 | Hitnotering: 04-05-1968 t/m 20-07-1968 | Hitnotering: 04-05-1968 t/m 20-07-1968 | Hitnotering: 04-05-1968 t/m 20-07-1968 | Hitnotering: 04-05-1968 t/m 20-07-1968 | Hitnotering: 04-05-1968 t/m 20-07-1968 | Hitnotering: 04-05-1968 t/m 20-07-1968 | Hitnotering: 04-05-1968 t/m 20-07-1968 | Hitnotering: 04-05-1968 t/m 20-07-1968 | Hitnotering: 04-05-1968 t/m 20-07-1968 | Hitnotering: 04-05-1968 t/m 20-07-1968 | Hitnotering: 04-05-1968 t/m 20-07-1968 | Hitnotering: 04-05-1968 t/m 20-07-1968 |
| Week                                   | 1                                      | 2                                      | 3                                      | 4                                      | 5                                      | 6                                      | 7                                      | 8                                      | 9                                      | 10                                     | 11                                     | 12                                     |                                        |
| -------------------------------------- | -------------------------------------- | -------------------------------------- | -------------------------------------- | -------------------------------------- | -------------------------------------- | -------------------------------------- | -------------------------------------- | -------------------------------------- | -------------------------------------- | -------------------------------------- | -------------------------------------- | -------------------------------------- | -------------------------------------- |
| Nummer                                 | 25                                     | 9                                      | 3                                      | 1                                      | 1                                      | 1                                      | 1                                      | 4                                      | 6                                      | 11                                     | 15                                     | 33                                     | uit                                    |

### Parool Top 20
| Hitnotering: 11-05-1968 t/m 20-07-1968 | Hitnotering: 11-05-1968 t/m 20-07-1968 | Hitnotering: 11-05-1968 t/m 20-07-1968 | Hitnotering: 11-05-1968 t/m 20-07-1968 | Hitnotering: 11-05-1968 t/m 20-07-1968 | Hitnotering: 11-05-1968 t/m 20-07-1968 | Hitnotering: 11-05-1968 t/m 20-07-1968 | Hitnotering: 11-05-1968 t/m 20-07-1968 | Hitnotering: 11-05-1968 t/m 20-07-1968 | Hitnotering: 11-05-1968 t/m 20-07-1968 | Hitnotering: 11-05-1968 t/m 20-07-1968 | Hitnotering: 11-05-1968 t/m 20-07-1968 | Hitnotering: 11-05-1968 t/m 20-07-1968 |
| Week                                   | 1                                      | 2                                      | 3                                      | 4                                      | 5                                      | 6                                      | 7                                      | 8                                      | 9                                      | 10                                     | 11                                     |                                        |
| -------------------------------------- | -------------------------------------- | -------------------------------------- | -------------------------------------- | -------------------------------------- | -------------------------------------- | -------------------------------------- | -------------------------------------- | -------------------------------------- | -------------------------------------- | -------------------------------------- | -------------------------------------- | -------------------------------------- |
| Nummer                                 | 10                                     | 2                                      | 1                                      | 1                                      | 1                                      | 1                                      | 2                                      | 7                                      | 7                                      | 15                                     | 19                                     | uit                                    |

### UK Singles Chart
| Hitnotering: 20-04-1968 t/m 29-06-1968 | Hitnotering: 20-04-1968 t/m 29-06-1968 | Hitnotering: 20-04-1968 t/m 29-06-1968 | Hitnotering: 20-04-1968 t/m 29-06-1968 | Hitnotering: 20-04-1968 t/m 29-06-1968 | Hitnotering: 20-04-1968 t/m 29-06-1968 | Hitnotering: 20-04-1968 t/m 29-06-1968 | Hitnotering: 20-04-1968 t/m 29-06-1968 | Hitnotering: 20-04-1968 t/m 29-06-1968 | Hitnotering: 20-04-1968 t/m 29-06-1968 | Hitnotering: 20-04-1968 t/m 29-06-1968 | Hitnotering: 20-04-1968 t/m 29-06-1968 | Hitnotering: 20-04-1968 t/m 29-06-1968 |
| Week                                   | 1                                      | 2                                      | 3                                      | 4                                      | 5                                      | 6                                      | 7                                      | 8                                      | 9                                      | 10                                     | 11                                     |                                        |
| -------------------------------------- | -------------------------------------- | -------------------------------------- | -------------------------------------- | -------------------------------------- | -------------------------------------- | -------------------------------------- | -------------------------------------- | -------------------------------------- | -------------------------------------- | -------------------------------------- | -------------------------------------- | -------------------------------------- |
| Nummer                                 | 31                                     | 10                                     | 3                                      | 2                                      | 4                                      | 4                                      | 5                                      | 9                                      | 21                                     | 28                                     | 42                                     | uit                                    |

### NPO Radio 2 Top 2000
| Nummer met noteringen in de NPO Radio 2 Top 2000 | '99  | '00  | '01  | '02  | '03  | '04  | '05  | '06  | '07 | '08  | '09  | '10  | '11  | '12 | '13  |
| ------------------------------------------------ | ---- | ---- | ---- | ---- | ---- | ---- | ---- | ---- | --- | ---- | ---- | ---- | ---- | --- | ---- |
| Lazy Sunday                                      | 1074 | 1110 | 1201 | 1543 | 1227 | 1366 | 1361 | 1757 | -   | 1782 | 1611 | 1679 | 1716 | -   | 1968 |

1. ↑  Een '-' betekent dat het nummer niet was genoteerd en een vetgedrukt getal geeft de hoogste notering aan.
2. ↑  Deze tabel is bijgewerkt tot en met de laatste editie (2024).